# Sterkstroom
Sterkstroom este un oraș din Provincia Eastern Cape, Africa de Sud.